# Coppa Davis 2024 - Fase finale
Le Finali della Coppa Davis 2024 (Davis Cup Finals in inglese) sono il più alto livello della Coppa Davis 2024. La fase a gironi si è disputata dal 10 al 15 settembre 2024 su campi in cemento indoor nelle sedi di Bologna, Zhuhai, Valencia e Manchester. La fase a eliminazione diretta si è disputata dal 19 al 24 novembre 2024 presso il Palacio de Deportes José María Martín Carpena di Malaga, in Spagna.

## Sorteggio
Il sorteggio dei gironi si è svolto il 19 marzo 2024 a Malaga, in Spagna, sede della fase a eliminazione diretta. Le 16 squadre sono state divise in 4 gironi da quattro squadre ciascuno. Le teste di serie sono i campioni (#1) e i vicecampioni (#2) dell'ultima edizione (Italia e Australia), affiancate da Canada e Germania, e sono dunque state inserite nella prima urna. Le 12 squadre rimanenti sono state distribuite tra la seconda e la quarta urna e sorteggiate nei vari gruppi. Le tre nazioni ospitanti (Gran Bretagna, Italia e Spagna) sono state inserite in gironi differenti.

## Formato
Ogni confronto tra le squadre comprende due incontri di singolare e uno di doppio, tutti giocati nella stessa giornata. Ogni partita si gioca al meglio di tre set, ognuno dei quali prevede l'eventuale tie-break. Ogni incontro vinto assegna 1 punto e 1 punto ulteriore per la squadra vincente il confronto tra le due Nazionali. Le prime due di ciascun gruppo hanno accesso alla fase a eliminazione diretta.
| Giorno            | Turno            | Numero di squadre                         |
| ----------------- | ---------------- | ----------------------------------------- |
| 10 - 15 settembre | Round robin      | 16 (4 gruppi da 4 squadre)                |
| 19 - 21 novembre  | Quarti di finale | 8 (le vincenti e le seconde dei 4 gruppi) |
| 22 - 23 novembre  | Semifinali       | 4                                         |
| 24 novembre       | Finale           | 2                                         |

Le 2 finaliste sono automaticamente qualificate per la fase finale 2025, tutte le altre, ad eccezione delle 2 entrate con la wild card, sono ammesse agli spareggi di qualificazione alla fase finale 2025.

## Squadre partecipanti
Le 16 squadre ammesse alla fase finale sono:
- Le 2 finaliste delle Finali 2023: Australia e Italia
- Le 2 squadre a cui è stata assegnata una Wild card: Spagna e Gran Bretagna
- Le 12 squadre vincitrici del turno di qualificazione di Febbraio 2024.

| Partecipanti                                                                                        | Partecipanti       | Partecipanti           | Partecipanti    |
| Argentina                                                                                           | Australia (2023 F) | Belgio                 | Brasile         |
| Canada                                                                                              | Cile               | Rep. Ceca              | Finlandia       |
| Francia                                                                                             | Germania           | Gran Bretagna (WC) (H) | Italia (TH) (H) |
| Paesi Bassi                                                                                         | Slovacchia         | Spagna (WC) (H)        | Stati Uniti     |
| --------------------------------------------------------------------------------------------------- | ------------------ | ---------------------- | --------------- |
| H = Paesi ospitanti, TH = Detentrice del titolo, F = Finalista dell'ultima edizione, WC = Wild-card |                    |                        |                 |

## Fase a gironi

### Riepilogo
|  | Qualificate per la fase a eliminazione diretta |
|  | Eliminate                                      |

| G | Prima posizione | Prima posizione | Prima posizione | Prima posizione | Seconda posizione | Seconda posizione | Seconda posizione | Seconda posizione | Terza posizione | Terza posizione | Terza posizione | Terza posizione | Quarta posizione | Quarta posizione | Quarta posizione | Quarta posizione |
| G | Nazione         | V-P             | Match           | Set             | Nazione           | V-P               | Match             | Set               | Nazione         | V-P             | Match           | Set             | Nazione          | V-P              | Match            | Set              |
| - | --------------- | --------------- | --------------- | --------------- | ----------------- | ----------------- | ----------------- | ----------------- | --------------- | --------------- | --------------- | --------------- | ---------------- | ---------------- | ---------------- | ---------------- |
| A | Italia          | 3–0             | 6–3             | 14–10           | Paesi Bassi       | 1–2               | 4–5               | 12–10             | Belgio          | 1–2             | 4–5             | 11–14           | Brasile          | 1–2              | 4–5              | 10–13            |
| B | Spagna          | 3–0             | 7–2             | 15–9            | Australia         | 2–1               | 6–3               | 14–8              | Francia         | 1–2             | 4–5             | 11–12           | Rep. Ceca        | 0–3              | 1–8              | 6–17             |
| C | Stati Uniti     | 3–0             | 8–1             | 16–7            | Germania          | 2–1               | 7–2               | 15–5              | Cile            | 1–2             | 2–7             | 8–16            | Slovacchia       | 0–3              | 1–8              | 6–17             |
| D | Canada          | 3–0             | 7–2             | 15–4            | Argentina         | 2–1               | 6–3               | 12–9              | Gran Bretagna   | 1–2             | 4–5             | 8–10            | Finlandia        | 0–3              | 1–8              | 4–16             |

### Convocazioni
SR = Singles ranking, DR = Doubles ranking.
Ranking al 26 agosto 2024.

#### Gruppo A
| Belgio                 | Belgio | Belgio |
| Giocatore              | SR     | DR     |
| ---------------------- | ------ | ------ |
| Zizou Bergs            | 72     | 630    |
| Raphaël Collignon      | 194    | 1143   |
| Alexander Blockx       | 253    | 2303   |
| Sander Gillé           | -      | 32     |
| Joran Vliegen          | -      | 32     |
| Capitano: Steve Darcis |        |        |

| Brasile                | Brasile | Brasile |
| Giocatore              | SR      | DR      |
| ---------------------- | ------- | ------- |
| Thiago Monteiro        | 76      | 538     |
| João Fonseca           | 158     | 511     |
| Felipe Meligeni Alves  | 165     | 613     |
| Rafael Matos           | -       | 35      |
| Marcelo Melo           | -       | 37      |
| Capitano: Jaime Oncins |         |         |

| Italia                     | Italia | Italia |
| Giocatore                  | SR     | DR     |
| -------------------------- | ------ | ------ |
| Flavio Cobolli             | 32     | 322    |
| Matteo Arnaldi             | 33     | -      |
| Matteo Berrettini          | 43     | -      |
| Andrea Vavassori           | 243    | 9      |
| Simone Bolelli             | -      | 12     |
| Capitano: Filippo Volandri |        |        |

| Paesi Bassi             | Paesi Bassi | Paesi Bassi |
| Giocatore               | SR          | DR          |
| ----------------------- | ----------- | ----------- |
| Tallon Griekspoor       | 39          | 133         |
| Botic van de Zandschulp | 68          | 154         |
| Jesper de Jong          | 131         | 631         |
| Robin Haase             | 1187        | 63          |
| Wesley Koolhof          | -           | 16          |
| Capitano: Paul Haarhuis |             |             |

#### Gruppo B
| Australia                | Australia | Australia |
| Giocatore                | SR        | DR        |
| ------------------------ | --------- | --------- |
| Alexei Popyrin           | 24        | 868       |
| Jordan Thompson          | 29        | 7         |
| Thanasi Kokkinakis       | 78        | 429       |
| Max Purcell              | 89        | 8         |
| Matthew Ebden            | -         | 5         |
| Capitano: Lleyton Hewitt |           |           |

| Francia                      | Francia | Francia |
| Giocatore                    | SR      | DR      |
| ---------------------------- | ------- | ------- |
| Ugo Humbert                  | 18      | 351     |
| Arthur Fils                  | 25      | 247     |
| Arthur Rinderknech           | 58      | 352     |
| Pierre-Hugues Herbert        | 129     | 806     |
| Édouard Roger-Vasselin       | -       | 22      |
| Capitano: Paul-Henri Mathieu |         |         |

| Rep. Ceca                   | Rep. Ceca | Rep. Ceca |
| Giocatore                   | SR        | DR        |
| --------------------------- | --------- | --------- |
| Tomáš Macháč                | 35        | 51        |
| Jiří Lehečka                | 37        | -         |
| Jakub Menšík                | 67        | -         |
| Adam Pavlásek               | -         | 41        |
| Capitano: Jaroslav Navrátil |           |           |

| Spagna                 | Spagna | Spagna |
| Giocatore              | SR     | DR     |
| ---------------------- | ------ | ------ |
| Carlos Alcaraz         | 3      | -      |
| Pedro Martínez         | 42     | 313    |
| Roberto Bautista Agut  | 62     | -      |
| Pablo Carreño Busta    | 207    | -      |
| Marcel Granollers      | -      | 1      |
| Capitano: David Ferrer |        |        |

#### Gruppo C
| Cile                       | Cile | Cile |
| Giocatore                  | SR   | DR   |
| -------------------------- | ---- | ---- |
| Alejandro Tabilo           | 22   | 151  |
| Nicolás Jarry              | 28   | 340  |
| Cristian Garín             | 115  | -    |
| Marcelo Tomás Barrios Vera | 162  | 266  |
| Matías Soto                | 311  | 128  |
| Capitano: Nicolás Massú    |      |      |

| Germania                   | Germania | Germania |
| Giocatore                  | SR       | DR       |
| -------------------------- | -------- | -------- |
| Yannick Hanfmann           | 96       | 83       |
| Maximilian Marterer        | 104      | -        |
| Henri Squire               | 187      | -        |
| Kevin Krawietz             | -        | 13       |
| Tim Pütz                   | -        | 13       |
| Capitano: Michael Kohlmann |          |          |

| Slovacchia           | Slovacchia | Slovacchia |
| Giocatore            | SR         | DR         |
| -------------------- | ---------- | ---------- |
| Jozef Kovalík        | 113        | 1399       |
| Lukáš Klein          | 127        | -          |
| Alex Molčan          | 329        | -          |
| Norbert Gombos       | 408        | -          |
| Igor Zelenay         | -          | 693        |
| Capitano: Tibor Tóth |            |            |

| Stati Uniti         | Stati Uniti | Stati Uniti |
| Giocatore           | SR          | DR          |
| ------------------- | ----------- | ----------- |
| Brandon Nakashima   | 40          | 294         |
| Mackenzie McDonald  | 149         | 84          |
| Reilly Opelka       | 309         | -           |
| Rajeev Ram          | -           | 10          |
| Austin Krajicek     | -           | 29          |
| Capitano: Bob Bryan |             |             |

#### Gruppo D
| Argentina                 | Argentina | Argentina |
| Giocatore                 | SR        | DR        |
| ------------------------- | --------- | --------- |
| Sebastián Báez            | 26        | 194       |
| Francisco Cerúndolo       | 31        | 296       |
| Tomás Martín Etcheverry   | 34        | 219       |
| Andrés Molteni            | -         | 30        |
| Máximo González           | -         | 34        |
| Capitano: Guillermo Coria |           |           |

| Canada                   | Canada | Canada |
| Giocatore                | SR     | DR     |
| ------------------------ | ------ | ------ |
| Félix Auger-Aliassime    | 21     | 548    |
| Denis Shapovalov         | 100    | -      |
| Gabriel Diallo           | 103    | 629    |
| Alexis Galarneau         | 218    | 1367   |
| Vasek Pospisil           | 664    | 1378   |
| Capitano: Frank Dancevic |        |        |

| Finlandia                 | Finlandia | Finlandia |
| Giocatore                 | SR        | DR        |
| ------------------------- | --------- | --------- |
| Otto Virtanen             | 109       | 471       |
| Eero Vasa                 | 703       | 360       |
| Patrick Kaukovalta        | 831       | 752       |
| Harri Heliövaara          | -         | 15        |
| Patrik Niklas-Salminen    | -         | 106       |
| Capitano: Jarkko Nieminen |           |           |

| Gran Bretagna        | Gran Bretagna | Gran Bretagna |
| Giocatore            | SR            | DR            |
| -------------------- | ------------- | ------------- |
| Jack Draper          | 20            | 538           |
| Billy Harris         | 101           | 486           |
| Daniel Evans         | 178           | 867           |
| Henry Patten         | -             | 17            |
| Neal Skupski         | -             | 19            |
| Capitano: Leon Smith |               |               |

## Risultati fase a gironi

### Gruppo A
Gli incontri del Gruppo A si disputano all'Unipol Arena di Bologna, in Italia.
| Pos. | Squadra     | Italia (bandiera) | Paesi Bassi (bandiera) | Belgio (bandiera) | Brasile (bandiera) | V–S | Match | Set   | Set % | Game    | Game % |
| 1.   | Italia      | —                 | 2–1                    | 2–1               | 2–1                | 3–0 | 6–3   | 14–10 | 58%   | 134–130 | 51%    |
| 2.   | Paesi Bassi | 1–2               | —                      | 1–2               | 2–1                | 1–2 | 4–5   | 12–10 | 55%   | 121–122 | 50%    |
| 3.   | Belgio      | 1–2               | 2–1                    | —                 | 1–2                | 1–2 | 4–5   | 11–14 | 44%   | 133–131 | 50%    |
| 4.   | Brasile     | 1–2               | 1–2                    | 2–1               | —                  | 1–2 | 4–5   | 10–13 | 43%   | 127–132 | 49%    |

#### Paesi Bassi vs. Belgio
| Paesi Bassi 1 | Unipol Arena, Bologna, Italia 10 settembre 2024 Cemento (indoor) | Unipol Arena, Bologna, Italia 10 settembre 2024 Cemento (indoor)      | Belgio 2 |      |     |  |
| \| \| \| \| 1 \| 2 \| 3 \| \| \| - \| \| --------------------------------------------------------------------- \| --- \| ---- \| --- \| \| \| 1 \| \| Botic van de Zandschulp Raphaël Collignon \| 7 5 \| 7 6 \| \| \| \| 2 \| \| Tallon Griekspoor Zizou Bergs \| 2 6 \| 7 62 \| 3 6 \| \| \| 3 \| \| Wesley Koolhof / Botic van de Zandschulp Sander Gillé / Joran Vliegen \| 6 4 \| 65 7 \| 4 6 \| \| |                                                                  |                                                                       |          |      |     |  |
| |                                                                  |                                                                       | 1        | 2    | 3   |  |
| 1 | Paesi Bassi (bandiera) · Belgio (bandiera)                       | Botic van de Zandschulp Raphaël Collignon                             | 7 5      | 7 6  |     |  |
| 2 | Paesi Bassi (bandiera) · Belgio (bandiera)                       | Tallon Griekspoor Zizou Bergs                                         | 2 6      | 7 62 | 3 6 |  |
| 3 | Paesi Bassi (bandiera) · Belgio (bandiera)                       | Wesley Koolhof / Botic van de Zandschulp Sander Gillé / Joran Vliegen | 6 4      | 65 7 | 4 6 |  |

#### Italia vs. Brasile
| Italia 2 | Unipol Arena, Bologna, Italia 11 settembre 2024 Cemento (indoor) | Unipol Arena, Bologna, Italia 11 settembre 2024 Cemento (indoor) | Brasile 1 |      |      |  |
| \| \| \| \| 1 \| 2 \| 3 \| \| \| - \| \| ------------------------------------------------------------- \| ---- \| ---- \| ---- \| \| \| 1 \| \| Matteo Berrettini João Fonseca \| 6 1 \| 7 65 \| \| \| \| 2 \| \| Matteo Arnaldi Thiago Monteiro \| 7 5 \| 64 7 \| 7 65 \| \| \| 3 \| \| Simone Bolelli / Andrea Vavassori Rafael Matos / Marcelo Melo \| 7 63 \| 6 7 \| 5 7 \| \| |                                                                  |                                                                  |           |      |      |  |
| |                                                                  |                                                                  | 1         | 2    | 3    |  |
| 1 | Italia (bandiera) · Brasile (bandiera)                           | Matteo Berrettini João Fonseca                                   | 6 1       | 7 65 |      |  |
| 2 | Italia (bandiera) · Brasile (bandiera)                           | Matteo Arnaldi Thiago Monteiro                                   | 7 5       | 64 7 | 7 65 |  |
| 3 | Italia (bandiera) · Brasile (bandiera)                           | Simone Bolelli / Andrea Vavassori Rafael Matos / Marcelo Melo    | 7 63      | 6 7  | 5 7  |  |

#### Paesi Bassi vs. Brasile
| Paesi Bassi 2 | Unipol Arena, Bologna, Italia 12 settembre 2024 Cemento (indoor) | Unipol Arena, Bologna, Italia 12 settembre 2024 Cemento (indoor)     | Brasile 1 |      |   |  |
| \| \| \| \| 1 \| 2 \| 3 \| \| \| - \| \| -------------------------------------------------------------------- \| ---- \| ---- \| - \| \| \| 1 \| \| Botic van de Zandschulp João Fonseca \| 4 6 \| 63 7 \| \| \| \| 2 \| \| Tallon Griekspoor Thiago Monteiro \| 7 62 \| 6 4 \| \| \| \| 3 \| \| Wesley Koolhof / Botic van de Zandschulp Rafael Matos / Marcelo Melo \| 6 4 \| 7 65 \| \| \| |                                                                  |                                                                      |           |      |   |  |
| |                                                                  |                                                                      | 1         | 2    | 3 |  |
| 1 | Paesi Bassi (bandiera) · Brasile (bandiera)                      | Botic van de Zandschulp João Fonseca                                 | 4 6       | 63 7 |   |  |
| 2 | Paesi Bassi (bandiera) · Brasile (bandiera)                      | Tallon Griekspoor Thiago Monteiro                                    | 7 62      | 6 4  |   |  |
| 3 | Paesi Bassi (bandiera) · Brasile (bandiera)                      | Wesley Koolhof / Botic van de Zandschulp Rafael Matos / Marcelo Melo | 6 4       | 7 65 |   |  |

#### Italia vs. Belgio
| Italia 2 | Unipol Arena, Bologna, Italia 13 settembre 2024 Cemento (indoor) | Unipol Arena, Bologna, Italia 13 settembre 2024 Cemento (indoor) | Belgio 1 |      |     |  |
| \| \| \| \| 1 \| 2 \| 3 \| \| \| - \| \| -------------------------------------------------------------- \| ---- \| ---- \| --- \| \| \| 1 \| \| Matteo Berrettini Alexander Blockx \| 3 6 \| 6 2 \| 7 5 \| \| \| 2 \| \| Flavio Cobolli Zizou Bergs \| 3 6 \| 7 65 \| 0 6 \| \| \| 3 \| \| Simone Bolelli / Andrea Vavassori Sander Gillé / Joran Vliegen \| 7 62 \| 7 5 \| \| \| |                                                                  |                                                                  |          |      |     |  |
| |                                                                  |                                                                  | 1        | 2    | 3   |  |
| 1 | Italia (bandiera) · Belgio (bandiera)                            | Matteo Berrettini Alexander Blockx                               | 3 6      | 6 2  | 7 5 |  |
| 2 | Italia (bandiera) · Belgio (bandiera)                            | Flavio Cobolli Zizou Bergs                                       | 3 6      | 7 65 | 0 6 |  |
| 3 | Italia (bandiera) · Belgio (bandiera)                            | Simone Bolelli / Andrea Vavassori Sander Gillé / Joran Vliegen   | 7 62     | 7 5  |     |  |

#### Belgio vs. Brasile
| Belgio 1 | Unipol Arena, Bologna, Italia 14 settembre 2024 Cemento (indoor) | Unipol Arena, Bologna, Italia 14 settembre 2024 Cemento (indoor)  | Brasile 2 |      |     |  |
| \| \| \| \| 1 \| 2 \| 3 \| \| \| - \| \| ----------------------------------------------------------------- \| --- \| ---- \| --- \| \| \| 1 \| \| Raphaël Collignon João Fonseca \| 3 6 \| 7 62 \| 3 6 \| \| \| 2 \| \| Zizou Bergs Thiago Monteiro \| 6 4 \| 65 7 \| 5 7 \| \| \| 3 \| \| Sander Gillé / Joran Vliegen Rafael Matos / Felipe Meligeni Alves \| 6 3 \| 3 6 \| 6 4 \| \| |                                                                  |                                                                   |           |      |     |  |
| |                                                                  |                                                                   | 1         | 2    | 3   |  |
| 1 | Belgio (bandiera) · Brasile (bandiera)                           | Raphaël Collignon João Fonseca                                    | 3 6       | 7 62 | 3 6 |  |
| 2 | Belgio (bandiera) · Brasile (bandiera)                           | Zizou Bergs Thiago Monteiro                                       | 6 4       | 65 7 | 5 7 |  |
| 3 | Belgio (bandiera) · Brasile (bandiera)                           | Sander Gillé / Joran Vliegen Rafael Matos / Felipe Meligeni Alves | 6 3       | 3 6  | 6 4 |  |

#### Italia vs. Paesi Bassi
| Italia 2 | Unipol Arena, Bologna, Italia 15 settembre 2024 Cemento (indoor) | Unipol Arena, Bologna, Italia 15 settembre 2024 Cemento (indoor)           | Paesi Bassi 1 |     |     |  |
| \| \| \| \| 1 \| 2 \| 3 \| \| \| - \| \| -------------------------------------------------------------------------- \| ---- \| --- \| --- \| \| \| 1 \| \| Matteo Berrettini Botic van de Zandschulp \| 3 6 \| 6 4 \| 6 4 \| \| \| 2 \| \| Flavio Cobolli Tallon Griekspoor \| 7 64 \| 4 6 \| 6 3 \| \| \| 3 \| \| Simone Bolelli / Andrea Vavassori Wesley Koolhof / Botic van de Zandschulp \| 6 7 \| 5 7 \| \| \| |                                                                  |                                                                            |               |     |     |  |
| |                                                                  |                                                                            | 1             | 2   | 3   |  |
| 1 | Italia (bandiera) · Paesi Bassi (bandiera)                       | Matteo Berrettini Botic van de Zandschulp                                  | 3 6           | 6 4 | 6 4 |  |
| 2 | Italia (bandiera) · Paesi Bassi (bandiera)                       | Flavio Cobolli Tallon Griekspoor                                           | 7 64          | 4 6 | 6 3 |  |
| 3 | Italia (bandiera) · Paesi Bassi (bandiera)                       | Simone Bolelli / Andrea Vavassori Wesley Koolhof / Botic van de Zandschulp | 6 7           | 5 7 |     |  |

### Gruppo B
Gli incontri del Gruppo B si disputano al Pavelló Municipal Font de San Lluís di Valencia, in Spagna.
| Pos. | Squadra   | Spagna (bandiera) | Australia (bandiera) | Francia (bandiera) | Rep. Ceca (bandiera) | V–S | Match | Set   | Set % | Game    | Game % |
| 1.   | Spagna    | —                 | 2–1                  | 2–1                | 3–0                  | 3–0 | 7–2   | 15–9  | 63%   | 130–109 | 54%    |
| 2.   | Australia | 1–2               | —                    | 2–1                | 3–0                  | 2–1 | 6–3   | 14–8  | 64%   | 120–97  | 55%    |
| 3.   | Francia   | 1–2               | 1–2                  | —                  | 2–1                  | 1–2 | 4–5   | 11–12 | 48%   | 120–119 | 50%    |
| 4.   | Rep. Ceca | 0–3               | 0–3                  | 1–2                | —                    | 0–3 | 1–8   | 6–17  | 26%   | 94–139  | 40%    |

#### Australia vs. Francia
| Australia 2 | Pavelló Municipal Font de San Lluís, Valencia, Spagna 10 settembre 2024 Cemento (indoor) | Pavelló Municipal Font de San Lluís, Valencia, Spagna 10 settembre 2024 Cemento (indoor) | Francia 1 |      |     |  |
| \| \| \| \| 1 \| 2 \| 3 \| \| \| - \| \| -------------------------------------------------------------------------- \| ---- \| ---- \| --- \| \| \| 1 \| \| Thanasi Kokkinakis Arthur Fils \| 7 64 \| 7 63 \| \| \| \| 2 \| \| Alexei Popyrin Ugo Humbert \| 3 6 \| 2 6 \| \| \| \| 3 \| \| Matthew Ebden / Max Purcell Pierre-Hugues Herbert / Édouard Roger-Vasselin \| 7 5 \| 5 7 \| 6 3 \| \| |                                                                                          |                                                                                          |           |      |     |  |
| |                                                                                          |                                                                                          | 1         | 2    | 3   |  |
| 1 | Australia (bandiera) · Francia (bandiera)                                                | Thanasi Kokkinakis Arthur Fils                                                           | 7 64      | 7 63 |     |  |
| 2 | Australia (bandiera) · Francia (bandiera)                                                | Alexei Popyrin Ugo Humbert                                                               | 3 6       | 2 6  |     |  |
| 3 | Australia (bandiera) · Francia (bandiera)                                                | Matthew Ebden / Max Purcell Pierre-Hugues Herbert / Édouard Roger-Vasselin               | 7 5       | 5 7  | 6 3 |  |

#### Repubblica Ceca vs. Spagna
| Rep. Ceca 0 | Pavelló Municipal Font de San Lluís, Valencia, Spagna 11 settembre 2024 Cemento (indoor) | Pavelló Municipal Font de San Lluís, Valencia, Spagna 11 settembre 2024 Cemento (indoor) | Spagna 3 |     |      |        |
| \| \| \| \| 1 \| 2 \| 3 \| \| \| - \| \| --------------------------------------------------------------- \| ---- \| --- \| ---- \| ------ \| \| 1 \| \| Jiří Lehečka Roberto Bautista Agut \| 61 7 \| 4 6 \| \| \| \| 2 \| \| Tomáš Macháč Carlos Alcaraz \| 7 63 \| 1 6 \| 0 0 \| ritiro \| \| 3 \| \| Jakub Menšík / Adam Pavlásek Carlos Alcaraz / Marcel Granollers \| 7 62 \| 3 6 \| 62 7 \| \| |                                                                                          |                                                                                          |          |     |      |        |
| |                                                                                          |                                                                                          | 1        | 2   | 3    |        |
| 1 | Rep. Ceca (bandiera) · Spagna (bandiera)                                                 | Jiří Lehečka Roberto Bautista Agut                                                       | 61 7     | 4 6 |      |        |
| 2 | Rep. Ceca (bandiera) · Spagna (bandiera)                                                 | Tomáš Macháč Carlos Alcaraz                                                              | 7 63     | 1 6 | 0 0  | ritiro |
| 3 | Rep. Ceca (bandiera) · Spagna (bandiera)                                                 | Jakub Menšík / Adam Pavlásek Carlos Alcaraz / Marcel Granollers                          | 7 62     | 3 6 | 62 7 |        |

#### Australia vs. Repubblica Ceca
| Australia 3 | Pavelló Municipal Font de San Lluís, Valencia, Spagna 12 settembre 2024 Cemento (indoor) | Pavelló Municipal Font de San Lluís, Valencia, Spagna 12 settembre 2024 Cemento (indoor) | Rep. Ceca 0 |      |     |        |
| \| \| \| \| 1 \| 2 \| 3 \| \| \| - \| \| -------------------------------------------------------- \| --- \| ---- \| --- \| ------ \| \| 1 \| \| Thanasi Kokkinakis Jakub Menšík \| 6 2 \| 62 7 \| 6 3 \| \| \| 2 \| \| Alexei Popyrin Tomáš Macháč \| 1 0 \| \| \| ritiro \| \| 3 \| \| Matthew Ebden / Max Purcell Jakub Menšík / Adam Pavlásek \| 6 4 \| 6 2 \| \| \| |                                                                                          |                                                                                          |             |      |     |        |
| |                                                                                          |                                                                                          | 1           | 2    | 3   |        |
| 1 | Australia (bandiera) · Rep. Ceca (bandiera)                                              | Thanasi Kokkinakis Jakub Menšík                                                          | 6 2         | 62 7 | 6 3 |        |
| 2 | Australia (bandiera) · Rep. Ceca (bandiera)                                              | Alexei Popyrin Tomáš Macháč                                                              | 1 0         |      |     | ritiro |
| 3 | Australia (bandiera) · Rep. Ceca (bandiera)                                              | Matthew Ebden / Max Purcell Jakub Menšík / Adam Pavlásek                                 | 6 4         | 6 2  |     |        |

#### Spagna vs. Francia
| Francia 1 | Pavelló Municipal Font de San Lluís, Valencia, Spagna 13 settembre 2024 Cemento (indoor) | Pavelló Municipal Font de San Lluís, Valencia, Spagna 13 settembre 2024 Cemento (indoor) | Spagna 2 |       |          |  |
| \| \| \| \| 1 \| 2 \| 3 \| \| \| - \| \| -------------------------------------------------------------------------------------- \| ---- \| ----- \| -------- \| \| \| 1 \| \| Arthur Fils Roberto Bautista Agut \| 6 2 \| 5 7 \| 3 6 \| \| \| 2 \| \| Ugo Humbert Carlos Alcaraz \| 3 6 \| 3 6 \| \| \| \| 3 \| \| Pierre-Hugues Herbert / Édouard Roger-Vasselin Pablo Carreño Busta / Marcel Granollers \| 7 67 \| 610 7 \| (10) (8) \| \| |                                                                                          |                                                                                          |          |       |          |  |
| |                                                                                          |                                                                                          | 1        | 2     | 3        |  |
| 1 | Francia (bandiera) · Spagna (bandiera)                                                   | Arthur Fils Roberto Bautista Agut                                                        | 6 2      | 5 7   | 3 6      |  |
| 2 | Francia (bandiera) · Spagna (bandiera)                                                   | Ugo Humbert Carlos Alcaraz                                                               | 3 6      | 3 6   |          |  |
| 3 | Francia (bandiera) · Spagna (bandiera)                                                   | Pierre-Hugues Herbert / Édouard Roger-Vasselin Pablo Carreño Busta / Marcel Granollers   | 7 67     | 610 7 | (10) (8) |  |

#### Repubblica Ceca vs. Francia
| Rep. Ceca 1 | Pavelló Municipal Font de San Lluís, Valencia, Spagna 14 settembre 2024 Cemento (indoor) | Pavelló Municipal Font de San Lluís, Valencia, Spagna 14 settembre 2024 Cemento (indoor) | Francia 2 |     |     |  |
| \| \| \| \| 1 \| 2 \| 3 \| \| \| - \| \| --------------------------------------------------------------------------- \| ---- \| --- \| --- \| \| \| 1 \| \| Jakub Menšík Arthur Rinderknech \| 2 6 \| 6 3 \| 7 5 \| \| \| 2 \| \| Jiří Lehečka Arthur Fils \| 7 65 \| 5 7 \| 4 6 \| \| \| 3 \| \| Jakub Menšík / Adam Pavlásek Pierre-Hugues Herbert / Édouard Roger-Vasselin \| 64 7 \| 5 7 \| \| \| |                                                                                          |                                                                                          |           |     |     |  |
| |                                                                                          |                                                                                          | 1         | 2   | 3   |  |
| 1 | Rep. Ceca (bandiera) · Francia (bandiera)                                                | Jakub Menšík Arthur Rinderknech                                                          | 2 6       | 6 3 | 7 5 |  |
| 2 | Rep. Ceca (bandiera) · Francia (bandiera)                                                | Jiří Lehečka Arthur Fils                                                                 | 7 65      | 5 7 | 4 6 |  |
| 3 | Rep. Ceca (bandiera) · Francia (bandiera)                                                | Jakub Menšík / Adam Pavlásek Pierre-Hugues Herbert / Édouard Roger-Vasselin              | 64 7      | 5 7 |     |  |

#### Australia vs. Spagna
| Australia 1 | Pavelló Municipal Font de San Lluís, Valencia, Spagna 15 settembre 2024 Cemento (indoor) | Pavelló Municipal Font de San Lluís, Valencia, Spagna 15 settembre 2024 Cemento (indoor) | Spagna 2 |     |      |  |
| \| \| \| \| 1 \| 2 \| 3 \| \| \| - \| \| -------------------------------------------------------------- \| --- \| --- \| ---- \| \| \| 1 \| \| Jordan Thompson Pablo Carreño Busta \| 6 2 \| 2 6 \| 63 7 \| \| \| 2 \| \| Alexei Popyrin Pedro Martínez \| 6 4 \| 6 4 \| \| \| \| 3 \| \| Matthew Ebden / Max Purcell Marcel Granollers / Pedro Martínez \| 7 5 \| 4 6 \| 4 6 \| \| |                                                                                          |                                                                                          |          |     |      |  |
| |                                                                                          |                                                                                          | 1        | 2   | 3    |  |
| 1 | Australia (bandiera) · Spagna (bandiera)                                                 | Jordan Thompson Pablo Carreño Busta                                                      | 6 2      | 2 6 | 63 7 |  |
| 2 | Australia (bandiera) · Spagna (bandiera)                                                 | Alexei Popyrin Pedro Martínez                                                            | 6 4      | 6 4 |      |  |
| 3 | Australia (bandiera) · Spagna (bandiera)                                                 | Matthew Ebden / Max Purcell Marcel Granollers / Pedro Martínez                           | 7 5      | 4 6 | 4 6  |  |

### Gruppo C
Gli incontri del Gruppo C si disputano all'Hengqin International Tennis Center di Zhuhai, in Cina.
| Pos. | Squadra     | Stati Uniti (bandiera) | Germania (bandiera) | Cile (bandiera) | Slovacchia (bandiera) | V–S | Match | Set  | Set % | Game    | Game % |
| 1.   | Stati Uniti | —                      | 2–1                 | 3–0             | 3–0                   | 3–0 | 8–1   | 16–7 | 70%   | 126–110 | 53%    |
| 2.   | Germania    | 1–2                    | —                   | 3–0             | 3–0                   | 2–1 | 7–2   | 15–5 | 75%   | 114–87  | 57%    |
| 3.   | Cile        | 0–3                    | 0–3                 | –               | 2–1                   | 1–2 | 2–7   | 8–16 | 33%   | 111–131 | 46%    |
| 4.   | Slovacchia  | 0–3                    | 0–3                 | 1–2             | –                     | 0–3 | 1–8   | 6–17 | 26%   | 102–125 | 45%    |

#### Germania vs. Slovacchia
| Germania 3 | Hengqin International Tennis Center, Zhuhai, Cina 10 settembre 2024 Cemento (indoor) | Hengqin International Tennis Center, Zhuhai, Cina 10 settembre 2024 Cemento (indoor) | Slovacchia 0 |     |      |  |
| \| \| \| \| 1 \| 2 \| 3 \| \| \| - \| \| ---------------------------------------------------- \| --- \| --- \| ---- \| \| \| 1 \| \| Maximilian Marterer Lukáš Klein \| 6 4 \| 7 5 \| \| \| \| 2 \| \| Yannick Hanfmann Jozef Kovalík \| 3 6 \| 6 3 \| 7 63 \| \| \| 3 \| \| Kevin Krawietz / Tim Pütz Lukáš Klein / Igor Zelenay \| 7 5 \| 6 3 \| \| \| |                                                                                      |                                                                                      |              |     |      |  |
| |                                                                                      |                                                                                      | 1            | 2   | 3    |  |
| 1 | Germania (bandiera) · Slovacchia (bandiera)                                          | Maximilian Marterer Lukáš Klein                                                      | 6 4          | 7 5 |      |  |
| 2 | Germania (bandiera) · Slovacchia (bandiera)                                          | Yannick Hanfmann Jozef Kovalík                                                       | 3 6          | 6 3 | 7 63 |  |
| 3 | Germania (bandiera) · Slovacchia (bandiera)                                          | Kevin Krawietz / Tim Pütz Lukáš Klein / Igor Zelenay                                 | 7 5          | 6 3 |      |  |

#### Stati Uniti vs. Cile
| Stati Uniti 3 | Hengqin International Tennis Center, Zhuhai, Cina 11 settembre 2024 Cemento (indoor) | Hengqin International Tennis Center, Zhuhai, Cina 11 settembre 2024 Cemento (indoor) | Cile 0 |     |      |  |
| \| \| \| \| 1 \| 2 \| 3 \| \| \| - \| \| ------------------------------------------------------------- \| ---- \| --- \| ---- \| \| \| 1 \| \| Reilly Opelka Cristian Garín \| 6 3 \| 4 6 \| 7 63 \| \| \| 2 \| \| Brandon Nakashima Alejandro Tabilo \| 7 65 \| 2 6 \| 7 63 \| \| \| 3 \| \| Austin Krajicek / Rajeev Ram Tomás Barrios Vera / Matías Soto \| 4 6 \| 6 4 \| 7 64 \| \| |                                                                                      |                                                                                      |        |     |      |  |
| |                                                                                      |                                                                                      | 1      | 2   | 3    |  |
| 1 | Stati Uniti (bandiera) · Cile (bandiera)                                             | Reilly Opelka Cristian Garín                                                         | 6 3    | 4 6 | 7 63 |  |
| 2 | Stati Uniti (bandiera) · Cile (bandiera)                                             | Brandon Nakashima Alejandro Tabilo                                                   | 7 65   | 2 6 | 7 63 |  |
| 3 | Stati Uniti (bandiera) · Cile (bandiera)                                             | Austin Krajicek / Rajeev Ram Tomás Barrios Vera / Matías Soto                        | 4 6    | 6 4 | 7 64 |  |

#### Germania vs. Cile
| Germania 3 | Hengqin International Tennis Center, Zhuhai, Cina 12 settembre 2024 Cemento (indoor) | Hengqin International Tennis Center, Zhuhai, Cina 12 settembre 2024 Cemento (indoor) | Cile 0 |     |   |  |
| \| \| \| \| 1 \| 2 \| 3 \| \| \| - \| \| ---------------------------------------------------------- \| --- \| --- \| - \| \| \| 1 \| \| Maximilian Marterer Tomás Barrios Vera \| 6 1 \| 6 3 \| \| \| \| 2 \| \| Yannick Hanfmann Alejandro Tabilo \| 7 5 \| 6 4 \| \| \| \| 3 \| \| Kevin Krawietz / Tim Pütz Tomás Barrios Vera / Matías Soto \| 6 1 \| 6 3 \| \| \| |                                                                                      |                                                                                      |        |     |   |  |
| |                                                                                      |                                                                                      | 1      | 2   | 3 |  |
| 1 | Germania (bandiera) · Cile (bandiera)                                                | Maximilian Marterer Tomás Barrios Vera                                               | 6 1    | 6 3 |   |  |
| 2 | Germania (bandiera) · Cile (bandiera)                                                | Yannick Hanfmann Alejandro Tabilo                                                    | 7 5    | 6 4 |   |  |
| 3 | Germania (bandiera) · Cile (bandiera)                                                | Kevin Krawietz / Tim Pütz Tomás Barrios Vera / Matías Soto                           | 6 1    | 6 3 |   |  |

#### Stati Uniti vs. Slovacchia
| Stati Uniti 3 | Hengqin International Tennis Center, Zhuhai, Cina 13 settembre 2024 Cemento (indoor) | Hengqin International Tennis Center, Zhuhai, Cina 13 settembre 2024 Cemento (indoor) | Slovacchia 0 |      |          |  |
| \| \| \| \| 1 \| 2 \| 3 \| \| \| - \| \| --------------------------------------------------------- \| ---- \| ---- \| -------- \| \| \| 1 \| \| Mackenzie McDonald Lukáš Klein \| 6 4 \| 6 3 \| \| \| \| 2 \| \| Brandon Nakashima Jozef Kovalík \| 6 3 \| 6 3 \| \| \| \| 3 \| \| Austin Krajicek / Rajeev Ram Jozef Kovalík / Igor Zelenay \| 64 7 \| 7 64 \| (10) (1) \| \| |                                                                                      |                                                                                      |              |      |          |  |
| |                                                                                      |                                                                                      | 1            | 2    | 3        |  |
| 1 | Stati Uniti (bandiera) · Slovacchia (bandiera)                                       | Mackenzie McDonald Lukáš Klein                                                       | 6 4          | 6 3  |          |  |
| 2 | Stati Uniti (bandiera) · Slovacchia (bandiera)                                       | Brandon Nakashima Jozef Kovalík                                                      | 6 3          | 6 3  |          |  |
| 3 | Stati Uniti (bandiera) · Slovacchia (bandiera)                                       | Austin Krajicek / Rajeev Ram Jozef Kovalík / Igor Zelenay                            | 64 7         | 7 64 | (10) (1) |  |

#### Germania vs. Stati Uniti
| Germania 1 | Hengqin International Tennis Center, Zhuhai, Cina 14 settembre 2024 Cemento (indoor) | Hengqin International Tennis Center, Zhuhai, Cina 14 settembre 2024 Cemento (indoor) | Stati Uniti 2 |      |     |  |
| \| \| \| \| 1 \| 2 \| 3 \| \| \| - \| \| ------------------------------------------------------ \| ---- \| ---- \| --- \| \| \| 1 \| \| Henri Squire Reilly Opelka \| 7 64 \| 69 7 \| 3 6 \| \| \| 2 \| \| Maximilian Marterer Brandon Nakashima \| 4 6 \| 2 6 \| \| \| \| 3 \| \| Kevin Krawietz / Tim Pütz Austin Krajicek / Rajeev Ram \| 6 1 \| 7 64 \| \| \| |                                                                                      |                                                                                      |               |      |     |  |
| |                                                                                      |                                                                                      | 1             | 2    | 3   |  |
| 1 | Germania (bandiera) · Stati Uniti (bandiera)                                         | Henri Squire Reilly Opelka                                                           | 7 64          | 69 7 | 3 6 |  |
| 2 | Germania (bandiera) · Stati Uniti (bandiera)                                         | Maximilian Marterer Brandon Nakashima                                                | 4 6           | 2 6  |     |  |
| 3 | Germania (bandiera) · Stati Uniti (bandiera)                                         | Kevin Krawietz / Tim Pütz Austin Krajicek / Rajeev Ram                               | 6 1           | 7 64 |     |  |

#### Slovacchia vs. Cile
| Slovacchia 1 | Hengqin International Tennis Center, Zhuhai, Cina 15 settembre 2024 Cemento (indoor) | Hengqin International Tennis Center, Zhuhai, Cina 15 settembre 2024 Cemento (indoor) | Cile 2 |      |      |  |
| \| \| \| \| 1 \| 2 \| 3 \| \| \| - \| \| --------------------------------------------------------------- \| --- \| ---- \| ---- \| \| \| 1 \| \| Norbert Gombos Cristian Garín \| 6 2 \| 1 6 \| 2 6 \| \| \| 2 \| \| Jozef Kovalík Alejandro Tabilo \| 6 4 \| 65 7 \| 6 1 \| \| \| 3 \| \| Norbert Gombos / Lukáš Klein Tomás Barrios Vera / Nicolás Jarry \| 4 6 \| 7 63 \| 65 7 \| \| |                                                                                      |                                                                                      |        |      |      |  |
| |                                                                                      |                                                                                      | 1      | 2    | 3    |  |
| 1 | Slovacchia (bandiera) · Cile (bandiera)                                              | Norbert Gombos Cristian Garín                                                        | 6 2    | 1 6  | 2 6  |  |
| 2 | Slovacchia (bandiera) · Cile (bandiera)                                              | Jozef Kovalík Alejandro Tabilo                                                       | 6 4    | 65 7 | 6 1  |  |
| 3 | Slovacchia (bandiera) · Cile (bandiera)                                              | Norbert Gombos / Lukáš Klein Tomás Barrios Vera / Nicolás Jarry                      | 4 6    | 7 63 | 65 7 |  |

### Gruppo D
Gli incontri del Gruppo D si disputano alla Manchester Arena di Manchester, nel Regno Unito.
| Pos. | Squadra       | Canada (bandiera) | Argentina (bandiera) | Gran Bretagna (bandiera) | Finlandia (bandiera) | V–S | Match | Set  | Set % | Game   | Game % |
| 1.   | Canada        | —                 | 2–1                  | 2–1                      | 3–0                  | 3–0 | 7–2   | 15–4 | 79%   | 110–77 | 59%    |
| 2.   | Argentina     | 1–2               | —                    | 2–1                      | 3–0                  | 2–1 | 6–3   | 12–9 | 57%   | 112–98 | 53%    |
| 3.   | Gran Bretagna | 1–2               | 1–2                  | —                        | 2–1                  | 1–2 | 4–5   | 8–10 | 44%   | 97–103 | 49%    |
| 4.   | Finlandia     | 0–3               | 0–3                  | 1–2                      | —                    | 0–3 | 1–8   | 4–16 | 20%   | 83–124 | 40%    |

#### Canada vs. Argentina
| Canada 2 | AO Arena, Manchester, Regno Unito 10 settembre 2024 Cemento (indoor) | AO Arena, Manchester, Regno Unito 10 settembre 2024 Cemento (indoor) | Argentina 1 |     |     |  |
| \| \| \| \| 1 \| 2 \| 3 \| \| \| - \| \| ------------------------------------------------------------------ \| --- \| --- \| --- \| \| \| 1 \| \| Denis Shapovalov Francisco Cerúndolo \| 7 5 \| 6 3 \| \| \| \| 2 \| \| Félix Auger-Aliassime Sebastián Báez \| 6 3 \| 6 3 \| \| \| \| 3 \| \| Vasek Pospisil / Denis Shapovalov Máximo González / Andrés Molteni \| 6 2 \| 3 6 \| 2 6 \| \| |                                                                      |                                                                      |             |     |     |  |
| |                                                                      |                                                                      | 1           | 2   | 3   |  |
| 1 | Canada (bandiera) · Argentina (bandiera)                             | Denis Shapovalov Francisco Cerúndolo                                 | 7 5         | 6 3 |     |  |
| 2 | Canada (bandiera) · Argentina (bandiera)                             | Félix Auger-Aliassime Sebastián Báez                                 | 6 3         | 6 3 |     |  |
| 3 | Canada (bandiera) · Argentina (bandiera)                             | Vasek Pospisil / Denis Shapovalov Máximo González / Andrés Molteni   | 6 2         | 3 6 | 2 6 |  |

#### Finlandia vs. Gran Bretagna
| Finlandia 1 | AO Arena, Manchester, Regno Unito 11 settembre 2024 Cemento (indoor) | AO Arena, Manchester, Regno Unito 11 settembre 2024 Cemento (indoor) | Gran Bretagna 2 |      |   |  |
| \| \| \| \| 1 \| 2 \| 3 \| \| \| - \| \| --------------------------------------------------------- \| ---- \| ---- \| - \| \| \| 1 \| \| Eero Vasa Dan Evans \| 63 7 \| 2 6 \| \| \| \| 2 \| \| Otto Virtanen Billy Harris \| 4 6 \| 64 7 \| \| \| \| 3 \| \| Harri Heliövaara / Otto Virtanen Dan Evans / Neal Skupski \| 7 64 \| 7 5 \| \| \| |                                                                      |                                                                      |                 |      |   |  |
| |                                                                      |                                                                      | 1               | 2    | 3 |  |
| 1 | Finlandia (bandiera) · Gran Bretagna (bandiera)                      | Eero Vasa Dan Evans                                                  | 63 7            | 2 6  |   |  |
| 2 | Finlandia (bandiera) · Gran Bretagna (bandiera)                      | Otto Virtanen Billy Harris                                           | 4 6             | 64 7 |   |  |
| 3 | Finlandia (bandiera) · Gran Bretagna (bandiera)                      | Harri Heliövaara / Otto Virtanen Dan Evans / Neal Skupski            | 7 64            | 7 5  |   |  |

#### Canada vs. Finlandia
| Canada 3 | AO Arena, Manchester, Regno Unito 12 settembre 2024 Cemento (indoor) | AO Arena, Manchester, Regno Unito 12 settembre 2024 Cemento (indoor)      | Finlandia 0 |     |   |  |
| \| \| \| \| 1 \| 2 \| 3 \| \| \| - \| \| ------------------------------------------------------------------------- \| ---- \| --- \| - \| \| \| 1 \| \| Denis Shapovalov Eero Vasa \| 7 62 \| 6 2 \| \| \| \| 2 \| \| Félix Auger-Aliassime Otto Virtanen \| 6 2 \| 6 3 \| \| \| \| 3 \| \| Félix Auger-Aliassime / Denis Shapovalov Harri Heliövaara / Otto Virtanen \| 6 2 \| 7 5 \| \| \| |                                                                      |                                                                           |             |     |   |  |
| |                                                                      |                                                                           | 1           | 2   | 3 |  |
| 1 | Canada (bandiera) · Finlandia (bandiera)                             | Denis Shapovalov Eero Vasa                                                | 7 62        | 6 2 |   |  |
| 2 | Canada (bandiera) · Finlandia (bandiera)                             | Félix Auger-Aliassime Otto Virtanen                                       | 6 2         | 6 3 |   |  |
| 3 | Canada (bandiera) · Finlandia (bandiera)                             | Félix Auger-Aliassime / Denis Shapovalov Harri Heliövaara / Otto Virtanen | 6 2         | 7 5 |   |  |

#### Gran Bretagna vs. Argentina
| Gran Bretagna 1 | AO Arena, Manchester, Regno Unito 13 settembre 2024 Cemento (indoor) | AO Arena, Manchester, Regno Unito 13 settembre 2024 Cemento (indoor) | Argentina 2 |     |   |  |
| \| \| \| \| 1 \| 2 \| 3 \| \| \| - \| \| --------------------------------------------------------- \| ---- \| --- \| - \| \| \| 1 \| \| Dan Evans Tomás Martín Etcheverry \| 2 6 \| 5 7 \| \| \| \| 2 \| \| Jack Draper Francisco Cerúndolo \| 64 7 \| 5 7 \| \| \| \| 3 \| \| Dan Evans / Neal Skupski Máximo González / Andrés Molteni \| 6 3 \| 7 5 \| \| \| |                                                                      |                                                                      |             |     |   |  |
| |                                                                      |                                                                      | 1           | 2   | 3 |  |
| 1 | Gran Bretagna (bandiera) · Argentina (bandiera)                      | Dan Evans Tomás Martín Etcheverry                                    | 2 6         | 5 7 |   |  |
| 2 | Gran Bretagna (bandiera) · Argentina (bandiera)                      | Jack Draper Francisco Cerúndolo                                      | 64 7        | 5 7 |   |  |
| 3 | Gran Bretagna (bandiera) · Argentina (bandiera)                      | Dan Evans / Neal Skupski Máximo González / Andrés Molteni            | 6 3         | 7 5 |   |  |

#### Finlandia vs. Argentina
| Finlandia 0 | AO Arena, Manchester, Regno Unito 14 settembre 2024 Cemento (indoor) | AO Arena, Manchester, Regno Unito 14 settembre 2024 Cemento (indoor) | Argentina 3 |     |     |  |
| \| \| \| \| 1 \| 2 \| 3 \| \| \| - \| \| ----------------------------------------------------------------- \| ---- \| --- \| --- \| \| \| 1 \| \| Eero Vasa Tomás Martín Etcheverry \| 65 7 \| 3 6 \| \| \| \| 2 \| \| Otto Virtanen Francisco Cerúndolo \| 7 64 \| 1 6 \| 0 6 \| \| \| 3 \| \| Harri Heliövaara / Otto Virtanen Máximo González / Andrés Molteni \| 7 63 \| 4 6 \| 3 6 \| \| |                                                                      |                                                                      |             |     |     |  |
| |                                                                      |                                                                      | 1           | 2   | 3   |  |
| 1 | Finlandia (bandiera) · Argentina (bandiera)                          | Eero Vasa Tomás Martín Etcheverry                                    | 65 7        | 3 6 |     |  |
| 2 | Finlandia (bandiera) · Argentina (bandiera)                          | Otto Virtanen Francisco Cerúndolo                                    | 7 64        | 1 6 | 0 6 |  |
| 3 | Finlandia (bandiera) · Argentina (bandiera)                          | Harri Heliövaara / Otto Virtanen Máximo González / Andrés Molteni    | 7 63        | 4 6 | 3 6 |  |

#### Canada vs. Gran Bretagna
| Canada 2 | AO Arena, Manchester, Regno Unito 15 settembre 2024 Cemento (indoor) | AO Arena, Manchester, Regno Unito 15 settembre 2024 Cemento (indoor) | Gran Bretagna 1 |     |   |  |
| \| \| \| \| 1 \| 2 \| 3 \| \| \| - \| \| ------------------------------------------------------------- \| ---- \| --- \| - \| \| \| 1 \| \| Denis Shapovalov Dan Evans \| 6 0 \| 7 5 \| \| \| \| 2 \| \| Félix Auger-Aliassime Jack Draper \| 7 68 \| 7 5 \| \| \| \| 3 \| \| Gabriel Diallo / Alexis Galarneau Henry Patten / Neal Skupski \| 5 7 \| 4 6 \| \| \| |                                                                      |                                                                      |                 |     |   |  |
| |                                                                      |                                                                      | 1               | 2   | 3 |  |
| 1 | Canada (bandiera) · Gran Bretagna (bandiera)                         | Denis Shapovalov Dan Evans                                           | 6 0             | 7 5 |   |  |
| 2 | Canada (bandiera) · Gran Bretagna (bandiera)                         | Félix Auger-Aliassime Jack Draper                                    | 7 68            | 7 5 |   |  |
| 3 | Canada (bandiera) · Gran Bretagna (bandiera)                         | Gabriel Diallo / Alexis Galarneau Henry Patten / Neal Skupski        | 5 7             | 4 6 |   |  |

## Fase a eliminazione diretta

### Tabellone
|  | Quarti di finale | Quarti di finale | Quarti di finale |             |          | Semifinali | Semifinali | Semifinali |  |  | Finale | Finale | Finale |  |
|  |                  |                  |                  |             |          |            |            |            |  |  |        |        |        |  |
|  | 1A               | Italia           | 2                |             |          |            |            |            |  |  |        |        |        |  |
|  | 1A               | Italia           | 2                |             |          |            |            |            |  |  |        |        |        |  |
|  | 2D               | Argentina        | 1                |             |          |            |            |            |  |  |        |        |        |  |
|  | 2D               | Argentina        | 1                |             | Italia   | Italia     | 2          |            |  |  |        |        |        |  |
|  |                  |                  |                  |             | Italia   | Italia     | 2          |            |  |  |        |        |        |  |
|  |                  |                  | Australia        | Australia   | 0        |            |            |            |  |  |        |        |        |  |
|  | 1C               | Stati Uniti      | Australia        | Australia   | 0        | 1          |            |            |  |  |        |        |        |  |
|  | 1C               | Stati Uniti      |                  |             |          |            |            |            |  |  |        |        |        |  |
|  | 2B               | Australia        | 2                |             |          |            |            |            |  |  |        |        |        |  |
|  | 2B               | Australia        | 2                |             | Italia   | Italia     | 2          |            |  |  |        |        |        |  |
|  |                  |                  |                  |             |          |            |            |            |  |  |        |        |        |  |
|  |                  |                  | Paesi Bassi      | Paesi Bassi | 0        |            |            |            |  |  |        |        |        |  |
|  | 2C               | Germania         | Paesi Bassi      | Paesi Bassi | 0        | 2          |            |            |  |  |        |        |        |  |
|  | 2C               | Germania         |                  |             |          |            |            |            |  |  |        |        |        |  |
|  | 1D               | Canada           | 0                |             |          |            |            |            |  |  |        |        |        |  |
|  | 1D               | Canada           | 0                |             | Germania | Germania   | 0          |            |  |  |        |        |        |  |
|  |                  |                  |                  |             | Germania | Germania   | 0          |            |  |  |        |        |        |  |
|  |                  |                  | Paesi Bassi      | Paesi Bassi | 2        |            |            |            |  |  |        |        |        |  |
|  | 2A               | Paesi Bassi      | Paesi Bassi      | Paesi Bassi | 2        | 2          |            |            |  |  |        |        |        |  |
|  | 2A               | Paesi Bassi      |                  |             |          |            |            |            |  |  |        |        |        |  |
|  | 1B               | Spagna           | 1                |             |          |            |            |            |  |  |        |        |        |  |

### Convocazioni
SR = Singles ranking, DR = Doubles ranking.
Ranking al 17 novembre
| Argentina                 | Argentina | Argentina |
| Giocatore                 | SR        | DR        |
| ------------------------- | --------- | --------- |
| Sebastián Báez            | 27        | 203       |
| Francisco Cerúndolo       | 30        | 225       |
| Tomás Martín Etcheverry   | 39        | 204       |
| Andrés Molteni            | -         | 21        |
| Máximo González           | -         | 22        |
| Capitano: Guillermo Coria |           |           |

| Australia                | Australia | Australia |
| Giocatore                | SR        | DR        |
| ------------------------ | --------- | --------- |
| Alex de Minaur           | 9         | -         |
| Alexei Popyrin           | 24        | 853       |
| Jordan Thompson          | 26        | 3         |
| Thanasi Kokkinakis       | 77        | 446       |
| Matthew Ebden            | -         | 13        |
| Capitano: Lleyton Hewitt |           |           |

| Canada                   | Canada | Canada |
| Giocatore                | SR     | DR     |
| ------------------------ | ------ | ------ |
| Denis Shapovalov         | 56     | -      |
| Gabriel Diallo           | 86     | 264    |
| Alexis Galarneau         | 207    | 1370   |
| Milos Raonic             | 235    | -      |
| Vasek Pospisil           | 732    | 1370   |
| Capitano: Frank Dancevic |        |        |

| Germania                   | Germania | Germania |
| Giocatore                  | SR       | DR       |
| -------------------------- | -------- | -------- |
| Jan-Lennard Struff         | 43       | 126      |
| Daniel Altmaier            | 88       | 562      |
| Yannick Hanfmann           | 95       | 84       |
| Kevin Krawietz             | -        | 7        |
| Tim Pütz                   | -        | 10       |
| Capitano: Michael Kohlmann |          |          |

| Italia                     | Italia | Italia |
| Giocatore                  | SR     | DR     |
| -------------------------- | ------ | ------ |
| Jannik Sinner              | 1      | 338    |
| Lorenzo Musetti            | 17     | 180    |
| Matteo Berrettini          | 35     | -      |
| Andrea Vavassori           | 256    | 9      |
| Simone Bolelli             | -      | 11     |
| Capitano: Filippo Volandri |        |        |

| Paesi Bassi             | Paesi Bassi | Paesi Bassi |
| Giocatore               | SR          | DR          |
| ----------------------- | ----------- | ----------- |
| Tallon Griekspoor       | 40          | 137         |
| Botic van de Zandschulp | 80          | 188         |
| Jesper de Jong          | 111         | 578         |
| Wesley Koolhof          | -           | 8           |
| Capitano: Paul Haarhuis |             |             |

| Spagna                 | Spagna | Spagna |
| Giocatore              | SR     | DR     |
| ---------------------- | ------ | ------ |
| Carlos Alcaraz         | 3      | -      |
| Pedro Martínez         | 41     | 238    |
| Roberto Bautista Agut  | 46     | -      |
| Rafael Nadal           | 154    | 845    |
| Marcel Granollers      | -      | 4      |
| Capitano: David Ferrer |        |        |

| Stati Uniti         | Stati Uniti | Stati Uniti |
| Giocatore           | SR          | DR          |
| ------------------- | ----------- | ----------- |
| Taylor Fritz        | 4           | 165         |
| Tommy Paul          | 12          | -           |
| Ben Shelton         | 21          | 103         |
| Rajeev Ram          | -           | 30          |
| Austin Krajicek     | -           | 43          |
| Capitano: Bob Bryan |             |             |

## Risultati fase a eliminazione diretta

### Quarti di finale

#### Italia vs. Argentina
| Italia 2 | Palacio de Deportes José María Martín Carpena, Malaga, Spagna 21 novembre 2024 Cemento (indoor) | Palacio de Deportes José María Martín Carpena, Malaga, Spagna 21 novembre 2024 Cemento (indoor) | Argentina 1 |     |   |  |
| \| \| \| \| 1 \| 2 \| 3 \| \| \| - \| \| ------------------------------------------------------------------ \| --- \| --- \| - \| \| \| 1 \| \| Lorenzo Musetti Francisco Cerúndolo \| 4 6 \| 1 6 \| \| \| \| 2 \| \| Jannik Sinner Sebastián Báez \| 6 2 \| 6 1 \| \| \| \| 3 \| \| Matteo Berrettini / Jannik Sinner Máximo González / Andrés Molteni \| 6 4 \| 7 5 \| \| \| |                                                                                                 |                                                                                                 |             |     |   |  |
| |                                                                                                 |                                                                                                 | 1           | 2   | 3 |  |
| 1 | Italia (bandiera) · Argentina (bandiera)                                                        | Lorenzo Musetti Francisco Cerúndolo                                                             | 4 6         | 1 6 |   |  |
| 2 | Italia (bandiera) · Argentina (bandiera)                                                        | Jannik Sinner Sebastián Báez                                                                    | 6 2         | 6 1 |   |  |
| 3 | Italia (bandiera) · Argentina (bandiera)                                                        | Matteo Berrettini / Jannik Sinner Máximo González / Andrés Molteni                              | 6 4         | 7 5 |   |  |

#### Stati Uniti vs. Australia
| Stati Uniti 1 | Palacio de Deportes José María Martín Carpena, Malaga, Spagna 21 novembre 2024 Cemento (indoor) | Palacio de Deportes José María Martín Carpena, Malaga, Spagna 21 novembre 2024 Cemento (indoor) | Australia 2 |     |       |  |
| \| \| \| \| 1 \| 2 \| 3 \| \| \| - \| \| -------------------------------------------------------- \| --- \| --- \| ----- \| \| \| 1 \| \| Ben Shelton Thanasi Kokkinakis \| 1 6 \| 6 4 \| 614 7 \| \| \| 2 \| \| Taylor Fritz Alex de Minaur \| 6 3 \| 6 4 \| \| \| \| 3 \| \| Tommy Paul / Ben Shelton Matthew Ebden / Jordan Thompson \| 4 6 \| 4 6 \| \| \| |                                                                                                 |                                                                                                 |             |     |       |  |
| |                                                                                                 |                                                                                                 | 1           | 2   | 3     |  |
| 1 | Stati Uniti (bandiera) · Australia (bandiera)                                                   | Ben Shelton Thanasi Kokkinakis                                                                  | 1 6         | 6 4 | 614 7 |  |
| 2 | Stati Uniti (bandiera) · Australia (bandiera)                                                   | Taylor Fritz Alex de Minaur                                                                     | 6 3         | 6 4 |       |  |
| 3 | Stati Uniti (bandiera) · Australia (bandiera)                                                   | Tommy Paul / Ben Shelton Matthew Ebden / Jordan Thompson                                        | 4 6         | 4 6 |       |  |

#### Germania vs. Canada
| Germania 2 | Palacio de Deportes José María Martín Carpena, Malaga, Spagna 20 novembre 2024 Cemento (indoor) | Palacio de Deportes José María Martín Carpena, Malaga, Spagna 20 novembre 2024 Cemento (indoor) | Canada 0 |     |      |             |
| \| \| \| \| 1 \| 2 \| 3 \| \| \| - \| \| ----------------------------------------------------------- \| ---- \| --- \| ---- \| ----------- \| \| 1 \| \| Daniel Altmaier Gabriel Diallo \| 7 65 \| 6 4 \| \| \| \| 2 \| \| Jan-Lennard Struff Denis Shapovalov \| 4 6 \| 7 5 \| 7 65 \| \| \| 3 \| \| Kevin Krawietz / Tim Pütz Vasek Pospisil / Denis Shapovalov \| \| \| \| non giocato \| |                                                                                                 |                                                                                                 |          |     |      |             |
| |                                                                                                 |                                                                                                 | 1        | 2   | 3    |             |
| 1 | Germania (bandiera) · Canada (bandiera)                                                         | Daniel Altmaier Gabriel Diallo                                                                  | 7 65     | 6 4 |      |             |
| 2 | Germania (bandiera) · Canada (bandiera)                                                         | Jan-Lennard Struff Denis Shapovalov                                                             | 4 6      | 7 5 | 7 65 |             |
| 3 | Germania (bandiera) · Canada (bandiera)                                                         | Kevin Krawietz / Tim Pütz Vasek Pospisil / Denis Shapovalov                                     |          |     |      | non giocato |

#### Paesi Bassi vs. Spagna
| Paesi Bassi 2 | Palacio de Deportes José María Martín Carpena, Malaga, Spagna 19 novembre 2024 Cemento (indoor) | Palacio de Deportes José María Martín Carpena, Malaga, Spagna 19 novembre 2024 Cemento (indoor) | Spagna 1 |      |   |  |
| \| \| \| \| 1 \| 2 \| 3 \| \| \| - \| \| --------------------------------------------------------------------------- \| ---- \| ---- \| - \| \| \| 1 \| \| Botic van de Zandschulp Rafael Nadal \| 6 4 \| 6 4 \| \| \| \| 2 \| \| Tallon Griekspoor Carlos Alcaraz \| 60 7 \| 3 6 \| \| \| \| 3 \| \| Wesley Koolhof / Botic van de Zandschulp Carlos Alcaraz / Marcel Granollers \| 7 64 \| 7 63 \| \| \| |                                                                                                 |                                                                                                 |          |      |   |  |
| |                                                                                                 |                                                                                                 | 1        | 2    | 3 |  |
| 1 | Paesi Bassi (bandiera) · Spagna (bandiera)                                                      | Botic van de Zandschulp Rafael Nadal                                                            | 6 4      | 6 4  |   |  |
| 2 | Paesi Bassi (bandiera) · Spagna (bandiera)                                                      | Tallon Griekspoor Carlos Alcaraz                                                                | 60 7     | 3 6  |   |  |
| 3 | Paesi Bassi (bandiera) · Spagna (bandiera)                                                      | Wesley Koolhof / Botic van de Zandschulp Carlos Alcaraz / Marcel Granollers                     | 7 64     | 7 63 |   |  |

### Semifinali

#### Italia vs. Australia
| Italia 2 | Palacio de Deportes José María Martín Carpena, Malaga, Spagna 23 novembre 2024 Cemento (indoor) | Palacio de Deportes José María Martín Carpena, Malaga, Spagna 23 novembre 2024 Cemento (indoor) | Australia 0 |     |     |             |
| \| \| \| \| 1 \| 2 \| 3 \| \| \| - \| \| ----------------------------------------------------------------- \| --- \| --- \| --- \| ----------- \| \| 1 \| \| Matteo Berrettini Thanasi Kokkinakis \| 6 7 \| 6 3 \| 7 5 \| \| \| 2 \| \| Jannik Sinner Alex de Minaur \| 6 3 \| 6 4 \| \| \| \| 3 \| \| Simone Bolelli / Andrea Vavassori Matthew Ebden / Jordan Thompson \| \| \| \| non giocato \| |                                                                                                 |                                                                                                 |             |     |     |             |
| |                                                                                                 |                                                                                                 | 1           | 2   | 3   |             |
| 1 | Italia (bandiera) · Australia (bandiera)                                                        | Matteo Berrettini Thanasi Kokkinakis                                                            | 6 7         | 6 3 | 7 5 |             |
| 2 | Italia (bandiera) · Australia (bandiera)                                                        | Jannik Sinner Alex de Minaur                                                                    | 6 3         | 6 4 |     |             |
| 3 | Italia (bandiera) · Australia (bandiera)                                                        | Simone Bolelli / Andrea Vavassori Matthew Ebden / Jordan Thompson                               |             |     |     | non giocato |

#### Germania vs. Paesi Bassi
| Germania 0 | Palacio de Deportes José María Martín Carpena, Malaga, Spagna 22 novembre 2024 Cemento (indoor) | Palacio de Deportes José María Martín Carpena, Malaga, Spagna 22 novembre 2024 Cemento (indoor) | Paesi Bassi 2 |       |     |             |
| \| \| \| \| 1 \| 2 \| 3 \| \| \| - \| \| ------------------------------------------------------------------ \| ---- \| ----- \| --- \| ----------- \| \| 1 \| \| Daniel Altmaier Botic van de Zandschulp \| 4 6 \| 7 612 \| 3 6 \| \| \| 2 \| \| Jan-Lennard Struff Tallon Griekspoor \| 7 64 \| 5 7 \| 4 6 \| \| \| 3 \| \| Kevin Krawietz / Tim Pütz Wesley Koolhof / Botic van de Zandschulp \| \| \| \| non giocato \| |                                                                                                 |                                                                                                 |               |       |     |             |
| |                                                                                                 |                                                                                                 | 1             | 2     | 3   |             |
| 1 | Germania (bandiera) · Paesi Bassi (bandiera)                                                    | Daniel Altmaier Botic van de Zandschulp                                                         | 4 6           | 7 612 | 3 6 |             |
| 2 | Germania (bandiera) · Paesi Bassi (bandiera)                                                    | Jan-Lennard Struff Tallon Griekspoor                                                            | 7 64          | 5 7   | 4 6 |             |
| 3 | Germania (bandiera) · Paesi Bassi (bandiera)                                                    | Kevin Krawietz / Tim Pütz Wesley Koolhof / Botic van de Zandschulp                              |               |       |     | non giocato |

### Finale

#### Italia vs. Paesi Bassi
| Italia 2 | Palacio de Deportes José María Martín Carpena, Malaga, Spagna 24 novembre 2024 Cemento (indoor) | Palacio de Deportes José María Martín Carpena, Malaga, Spagna 24 novembre 2024 Cemento (indoor) | Paesi Bassi 0 |     |   |             |
| \| \| \| \| 1 \| 2 \| 3 \| \| \| - \| \| -------------------------------------------------------------------------- \| ---- \| --- \| - \| ----------- \| \| 1 \| \| Matteo Berrettini Botic van de Zandschulp \| 6 4 \| 6 2 \| \| \| \| 2 \| \| Jannik Sinner Tallon Griekspoor \| 7 62 \| 6 2 \| \| \| \| 3 \| \| Simone Bolelli / Andrea Vavassori Wesley Koolhof / Botic van de Zandschulp \| \| \| \| non giocato \| |                                                                                                 |                                                                                                 |               |     |   |             |
| |                                                                                                 |                                                                                                 | 1             | 2   | 3 |             |
| 1 | Italia (bandiera) · Paesi Bassi (bandiera)                                                      | Matteo Berrettini Botic van de Zandschulp                                                       | 6 4           | 6 2 |   |             |
| 2 | Italia (bandiera) · Paesi Bassi (bandiera)                                                      | Jannik Sinner Tallon Griekspoor                                                                 | 7 62          | 6 2 |   |             |
| 3 | Italia (bandiera) · Paesi Bassi (bandiera)                                                      | Simone Bolelli / Andrea Vavassori Wesley Koolhof / Botic van de Zandschulp                      |               |     |   | non giocato |